# Zarządzanie nieruchomościami
Zarządzanie nieruchomościami – działalność zawodowa polegająca na zawodowym (odpłatnym) wykonywaniu następujących czynności zleconych przez właściciela nieruchomości:
- prowadzenie i nadzorowanie bieżącej obsługi nieruchomości,
- planowanie krótko- i długookresowych celów i sposobów ich realizacji w odniesieniu do zachowania nieruchomości w stanie niepogorszonym i rozwoju nieruchomości,
- doradztwo w zakresie zarządzenia nieruchomością.

## Źródła prawne
Zawody związane z obsługą nieruchomości:
- zarządca nieruchomości,
- pośrednik w obrocie nieruchomościami,
- rzeczoznawca majątkowy,

wywodzą się z ustawy o gospodarce nieruchomościami, która określa podstawowe zasady prowadzania działalności zawodowej w tym zakresie. 

## Definicja ustawowa
Według ustawy o gospodarce nieruchomościami zarządzanie nieruchomością polega na podejmowaniu decyzji i dokonywaniu czynności mających na celu zapewnienie racjonalnej gospodarki nieruchomością, a w szczególności: 
1. Właściwej gospodarki ekonomiczno-finansowej nieruchomości;
2. Bezpieczeństwa użytkowania i właściwej eksploatacji nieruchomości;
3. Właściwej gospodarki energetycznej w rozumieniu przepisów prawa energetycznego;
4. Bieżącego administrowania nieruchomością;
5. Utrzymania nieruchomości w stanie niepogorszonym zgodnie z jej przeznaczeniem;
6. Uzasadnionego inwestowania w nieruchomość.

Zakres zarządzania nieruchomością określa umowa o zarządzanie nieruchomością, zawarta z jej właścicielem, wspólnotą mieszkaniową albo inną osobą lub jednostką organizacyjną, której przysługuje prawo do nieruchomości, ze skutkiem prawnym bezpośrednio dla tej osoby lub jednostki organizacyjnej. Umowa wymaga formy pisemnej lub elektronicznej pod rygorem nieważności.

## Uzyskanie licencji zarządcy nieruchomości
W obecnym stanie prawnym nie ma obowiązku uzyskiwania licencji zarządcy nieruchomości.  W związku z przeprowadzoną deregulacją, od 1 stycznia 2014 branżowe licencje zawodowe zarządcy nieruchomości wydaje Krajowa Izba Gospodarki Nieruchomościami, prowadząca również branżowy Centralny Rejestr Zarządców Nieruchomości. Podtrzymany został przez ustawodawcę wymóg posiadania ubezpieczenia OC dla osób wykonujących czynności zarządzania nieruchomościami. Zakres Ubezpieczenia OC określa w drodze rozporządzenia minister właściwy do spraw instytucji finansowych w porozumieniu z ministrem właściwym do spraw budownictwa, planowania i zagospodarowania przestrzennego oraz mieszkalnictwa, po zasięgnięciu opinii Polskiej Izby Ubezpieczeń.

## Formy prowadzenia działalności
Zarządzanie nieruchomościami można prowadzić:
- jako samodzielny przedsiębiorca, prowadząc działalność gospodarczą w określonej formie,
- jako pracownik najemny.

## Zarządzanie nieruchomościami a administrowanie
Administrowanie jest to wyłącznie prowadzenie bieżących czynności związanych z obsługą nieruchomości. Zarządzanie nieruchomością jest więc znacznie szerszym zakresem działalności, choć najczęściej prowadzenie działalności zarządzania nieruchomością obejmuje również jej administrowanie.
Administrowanie obejmuje takie czynności jak:
- bieżące kontrole i przeglądy techniczne,
- naprawy i konserwacja bieżąca,
- sprzątanie,
- wywóz odpadów bytowych
- itp.

## Standardy zawodowe
Prowadząc działalność w zakresie zarządzania nieruchomościami, jedynym obowiązkiem wynikających z ustaw jest posiadanie polisy ubezpieczenia OC za szkody wyrządzone w związku z zarządzaniem nieruchomością. Organizacje zawodowe przyjęły również tzw. standardy zawodowe. Jest to zbiór zasad, którymi musi kierować się zarządca nieruchomości w swojej działalności zawodowej. W chwili obecnej standardy zawodowe ustanowione są przez Krajową Izbę Gospodarki Nieruchomościami

## Podstawowe cele zarządzania nieruchomościami
Podstawowe cele zarządzania nieruchomościami to:
- utrzymanie nieruchomości w stanie niepogorszonym,
- uzasadnione inwestowanie w nieruchomość.

## Relacja właściciel – zarządca
Zarządzanie nieruchomością jest działalnością zawodową prowadzoną na rzecz osób trzecich. Zarządca odpowiada często za olbrzymi majątek, jakimi są nieruchomości lub generowane przez te nieruchomości dochody. Wszelkie inwestowanie w nieruchomość jest możliwe za zgodą właściciela.
Zarządca nieruchomości zobowiązany jest posiadać obowiązkowe ubezpieczenie z tytułu prowadzonej działalności zawodowej. Osoba, na rzecz której prowadzone jest zarządzanie nieruchomością, w przypadku powstania szkód związanych z tą działalnością, może dochodzić swych roszczeń także poprzez to ubezpieczenie.
Zarządzanie określoną nieruchomością odbywa się na podstawie umowy o zarządzanie nieruchomością, która wymaga formy pisemnej lub elektronicznej pod rygorem nieważności.

## Aspekty zarządzenia nieruchomościami
Do podstawowych aspektów zarządzania nieruchomościami należą:
- zarządzanie operacyjne
- zarządzanie strategiczne
  - planowanie ekonomiczno-finansowe
  - planowanie techniczno-budowlane

## Cele właściciela
Cele właściciela nieruchomości określają stosowaną strategię osiągnięcia wyznaczonego celu:
- cele finansowe: preferowane przez właściciela oczekującego dochodów z nieruchomości, właściciel w tym przypadku sam nie korzysta z nieruchomości lub korzysta w niewielkim, ograniczonym zakresie,
- cele utylitarne (użytkowe): preferowane przez właściciela korzystającego z nieruchomości, który oczekuje spełnienia określonej funkcji użytkowej,
- cele społeczno-gospodarcze: preferowane przez właściciela publicznego.

Wymienione wyżej cele często występują łącznie, a jeden z nich jest dominujący.

## Podejścia
W zarządzaniu nieruchomościami można wyróżnić kilka podejść, w tym m.in.:
- obiektowe: to podejście skierowane na nieruchomość i jej administrowanie
- kapitałowe: traktujące nieruchomości jako lokatę kapitału,
- sektorowe: kreowane przez odpowiednie regulacje prawne,
- proaktywne: uwzględniające planowanie wyprzedzające trendy rynku nieruchomości,
- dostosowawcze: uwzględniające już zaistniałe zmiany rynku nieruchomości.

## Interdyscyplinarny charakter zarządzenia nieruchomościami
Zarządzanie nieruchomościami ma charakter interdyscyplinarny. Do prawidłowego prowadzenia działalności w tym zakresie niezbędna jest wiedza z wielu dziedzin:
- prawa
  - gospodarki nieruchomościami,
  - cywilnego,
  - postępowania administracyjnego,
  - budowlanego, geodezyjnego i kartograficznego
  - finansowego,
  - i innych,
- zarządzania,
- rachunkowości i finansów,
- ekonomii,
- budownictwa (architektura, konstrukcja, instalacje sanitarne, elektryczne i inne),
- gospodarki przestrzennej (planowania i zagospodarowania przestrzennego),
- ubezpieczeń,
- i wiele innych.

Ponadto specyfika pewnych nieruchomości narzuca konieczność, oprócz podstawowej znajomości wyżej wymienionych dziedzin, także szczegółowej znajomości określonych zagadnień, np.:
- zagadnień ochrony zabytków,
- zagadnień z zakresu prawa wodnego
- i wiele innych.